# Liberalteologi
Liberalteologi betecknar ursprungligen den teologiska liberalismen vid mitten och slutet av 1800-talet men anses känneteckna teologiska inriktningar och idéer redan från sent 1700-tal och framåt. Liberalteologin strävade efter att via kritisk-vetenskapliga angreppssätt, och oavhängigt kyrkolärans dogmer, grunda en idealistisk filosofiskt knuten religiös livsuppfattning. Av detta skäl kom under början av 1900-talet även modern vetenskaplig teologi och bibelkritiskt baserad forskning etc. att i klandrande betydelse kallas liberalteologi. I vår tid tar termen helt och hållet sikte på ståndpunkter i frågor kring kristologi och bibelsyn: - Vem var Jesus? - Är Bibeln guds ord? etcetera.
Liberalteologin är i övrigt knappast enhetlig men innefattar nästan alltid en historisk-kritisk bibelsyn, som dock ofta återfinns även bland dem som inte alls ansluter sig till kärnan i de liberalteologiska ståndpunkterna. Liberalteologi anses särskilt utbredd i den protestantiska kristna världen, då främst inom nyprotestantismen. I den äldre betydelsen kan liberalteologin även antas betecknande för de emanciperade judarna. Besläktade inriktningar i den romersk-katolska kyrkan kallas modernism.
Medan de första liberalteologerna själva strävade efter att gå tillbaka till vad de uppfattade som en mer ursprunglig kristendom har liberalteologin tidigt och alltjämt uppfattats som syftande till att underminera kristendomen. I senare generationer har många liberalteologiska uppfattningar fått stark genomslagskraft i västerländsk kristendom och till och med tagits upp bland allmänt religionskritiska grupper.
Liberalteologin är ingalunda enhetlig, men bland dess främsta kännetecken märks huvudsakligen den historisk-kritisk hållningen gentemot de religiösa skrifterna samt att förnuftet ställs över uppenbarelsen som en måttstock - vilket inte utesluter att mysteriet kan spela en central roll, om man ser det som något som går utöver men inte emot vad vi kan förstå.

## Uppkomst och historia
Fram till upplysningen i västerlandet var exegetikens mål i allt väsentligt att träna studenten sig i att uttyda "Guds vilja" och, i vidare mening, att vinna egen och andras frälsning. Ett annat synsätt på Bibeln uppkom dock i Florens under renässansen, i samband med att humanismen framträdande. Humanisterna i Florens skapade den moderna källkritiken och utvecklade textkritiken, ifrågasatte den institutionaliserade kyrkans auktoritet inom bibelvetenskapen och teologin, och dess ofelbarhet beträffande etiska dogmer. De humanistiska idéerna fick dock inget reellt genomslag inom teologin förrän under 1700-talet, då upplysningsidealen gav upphov till liberalteologin i framför allt det protestantiska norra Europa. Begreppet liberalteologi myntades mot slutet av 1700-talet, även om det fick verkligt genomslag ungefär hundra år senare. 
Bland liberalteologins föregångare märks Johann Salomo Semler, vars historisk-kritiska forskning kom att få stor betydelse för den fortsatta bibelvetenskapen, och David Strauss. Liberalteologin utvecklades vidare under 1800-talet och fick där stöd av den nya bibelkritiken. Dess slutliga utformning skedde i slutet av 1800-talet och början av 1900-talet med teologer som Albrecht Ritschl och Adolf von Harnack.

## Textkritisk bibelforskning
Liberalteologin var en emancipatorisk rörelse, som framhöll den enskildes religiösa frihet gentemot traditionen. Den avvisade läror som tycktes hota individens autonomi, och utsatte Bibeln för en sträng historisk kritik. Nya Testamentets innehåll reducerades till "Jesu enkla lära", en moralisk undervisning på allmänmänsklig grund. Sann kristen tro ansågs inte bestå i försanthållande av dogmer eller i blind bokstavstro, utan i tillit till Gud, aktiv dygd och kärlek till nästan.

## Religionskritik
Huvudartikel: Religionskritik
Merparten av liberalteologerna försvarade en religiös individualism och pluralism. De krävde därför tolerans gentemot människor av annan religion och många – dock inte alla – betonade att alla positiva religioner, inklusive kristendomen, bara är olika historiska skal kring en och samma kärna: en allmänmänsklig förnuftsreligion. Reformjudendomen och kulturprotestantismen blev särskilt präglade av denna inställning. Den mest kände företrädaren i Sverige var kyrkohistorikern Emanuel Linderholm (1872–1937). Förnuftets primat över uppenbarelsen behöver dock inte betyda att det är fråga om torr rationalism. Den religiösa känslan har lyfts fram som kärnan i den religiösa erfarenheten av framför allt Friedrich Schleiermacher.

## Reaktionen mot liberalteologin
Mot liberalteologin kom under 1900-talet en stark reaktion, särskilt genom den dialektiska teologin, fundamentalismen och biblicismen. I den dialektiska teologins kritik framhölls att liberalteologernas bibeltolkning var alltför tillrättalagd, att den förbisåg väsentliga delar av den kristna tron och att de etiska idealen var hämtade från 1800-talets borgerliga livsstil. För många inom nästa generations kristna uppfattades "liberalteologi" som ett skällsord, synonymt med "sekulariserad kristendom", vilket ledde till att ordet upphörde som självbeteckning. I praktiken lever dock många av liberalteologins idéer vidare på flera håll inom dagens kyrkor, både inom traditionella och karismatiska[källa behövs] traditioner i Sverige exempelvis Svenska kyrkan, Svenska missionskyrkan, med flera samfund. Inom de konservativa och karismatiska kyrkorna blir det liberalteologiska inflytandet tydligt inom exempelvis så kallad kristen sionism Liberalteologin har inget med politisk liberalism att göra, men är vanligare inom kristen vänster än kristen höger.